# Francis Crick
Francis Harry Compton Crick OM FRS (8 tháng 6 năm 1916 - 28 tháng 7 năm 2004) là một nhà sinh vật học, vật lý học phân tử người Anh, ông cũng là một nhà bác học nghiên cứu về hệ thần kinh. Francis Crick được biết đến nhiều nhất với công trình đồng phát hiện ra cấu trúc phân tử DNA năm 1953. Ông cùng James D. Watson và Maurice Wilkins đã đồng nhận giải Nobel về sinh lý và y khoa vào năm 1962.
Dựa trên một nghiên cứu nhiễu xạ tia X của Rosalind Franklin, Crick và Watson đã chỉ ra rằng phân tử DNA có hình dạng như một cầu thang xoắn ốc. Bốn nhân tố hoá học khác nhau tạo nên các "bậc thang" trong chuỗi xoắn kép và lặp lại với một trình tự đa dạng, tạo nên mã di truyền. Mã di truyền có trong gen – đơn vị mã hoá cho các protein. Protein chính là chất đảm nhiệm hầu hết các chức năng của một hệ thống sống.
Crick là một nhà sinh vật học phân tử có đóng một vị trí quan trọng trong nghiên cứu về giải mã di truyền.